# Vice-Presidente de Angola
O Vice-Presidente de Angola é o segundo cargo político mais alto em Angola; é o vice chefe de Estado e de governo do páis, e é eleito como segundo nome da lista partidária mais votada nas eleições. O cargo foi estabelecido pela constituição de 2010 em substituição ao cargo de primeiro-ministro.

## Vice-presidentes de Angola (2010-presente)
| № | Retrato | Nome (Nasc.-Morte)              | Mandato                 | Mandato                | Duração           | Partido | Presente                | Ref.        |
| - | ------- | ------------------------------- | ----------------------- | ---------------------- | ----------------- | ------- | ----------------------- | ----------- |
| 1 |         | Nandó dos Santos (1950-)        | 18 de fevereiro de 2010 | 25 de setembro de 2012 | 2 anos e 220 dias | MPLA    | José Eduardo dos Santos | [ 3 ] [ 4 ] |
| 2 |         | Manuel Domingos Vicente (1956-) | 26 de setembro de 2012  | 25 de setembro de 2017 | 4 anos e 364 dias | MPLA    | José Eduardo dos Santos | [ 5 ] [ 3 ] |
| 3 |         | Bornito de Sousa (1953-)        | 26 de setembro de 2017  | 14 de setembro de 2022 | 4 anos e 353 dias | MPLA    | João Lourenço           | [ 6 ]       |
| 4 |         | Esperança da Costa (1961-)      | 15 de setembro de 2022  | em exercício           | 2 anos e 183 dias | MPLA    | João Lourenço           | [ 7 ]       |